# Brahmacharya
Brahmacharya (/ˌbrɑːməˈtʃɑːrjə/; Devanágari: ब्रह्मचर्य) é um conceito dentro de algumas religiões indianas que significa literalmente "conduta consistente de Brahma". 
Em um contexto, brahmacharya é o primeiro dos quatro Ashramas (estágios da vida), tendo Grihasthya (chefe da família), Vanaprastha (vida na floresta) e Sannyasa (renúncia), como os outros estágios do sistema Ashrama. O estágio brahmacharya, desde a infância até os vinte e cinco anos de idade, é focado na educação e é inclusa a prática do celibato. Nesse contexto, isso conota castidade durante a fase de estudante para o propósito de aprender com um guru (professor), e durante estágios posteriores para atingir libertação espiritual (Sânscrito: moksha).
Em outro contexto, brahmacharya é a virtude do celibato quando ainda não casado e fidelidade quando casado. Representa um estilo de vida virtuoso que também inclui viver de modo simples, meditação e outros comportamentos.
Nas tradições monásticas do hinduísmo, jainismo, e budismo, brahmacharya implica, entre outras coisas a renúncia obrigátoria do sexo e do casamento, pois é considerado necessário para a prática espiritual de um monge. As noções ocidentais da vida religiosa, tal como praticadas em contextos monásticos, refletem essas características.

## Etimologia
A palavra "brahmacharya" se origina de duas palavras em sânscrito:
1. Brahma é como deus é chamado nas Vedas, as principais escrituras hinduístas.
2. charya (चर्य), que significa "ocupação com, engajamento, procedimento, conduta, para seguir, depois de". É comumente traduzido como "atividade", "conduta" ou "modo de se comportar".
Nos textos indianos antigos e de era medieval, o termo brahmacharya é um conceito com um significado mais complexo, indicando um estilo de vida geral propício para a busca de conhecimento sagrado e libertação espiritual.
Brahmacharya é o meio, e não o fim. Ele usualmente inclui limpeza, ahimsa, viver de modo simples, estudos, meditação, e restrição voluntária de certos tipos de alimento, intoxicantes e comportamentos (incluindo o comportamento sexual).